# لورنسو آراگون
لورنسو آراگون (اسپانیایی: Lorenzo Aragón‎؛ زادهٔ ۲۸ آوریل ۱۹۷۴) بوکسور اهل کوبا بود.